# Inganni
Inganni is een metrostation in de Italiaanse stad Milaan dat werd geopend op 18 april 1975 en wordt bediend door lijn 1 van de metro van Milaan.

## Geschiedenis
Inganni werd op 18 april 1975 het westelijke eindpunt van de zuidtak van lijn 1 toen de verlenging tot het militaire hospitaal werd geopend.  

## Ligging en inrichting
De verdeelhal en de perrons liggen bovenelkaar op respectievelijk niveau -1 en -2 onder de Via Zurigo vlak ten westen van het kruispunt met de Via Angelo Inganni. De toegangen liggen aan weerszijden van de Via Zurigo vlak ten westen van het kruispunt. Ten zuiden van het kruispunt liggen nog twee toegangen aan weerszijden van de Via Angelo Inganni die met een voetgangerstunnel verbonden zijn met de verdeelhal. De plattegrond van de verdeelhal is zoals het standaardontwerp, de achterwand is echter vervangen door ramen waardoor een blik op de sporen kan worden geworpen. De verdeelhal wordt gedragen door zuilen tussen de sporen, verder naar het oosten bestaat het dak uit liggers die de grond en de straat boven de tunnel dragen. Hoewel het station onderdeel is van lijn 1 zijn de wanden voor een groot deel afgewerkt met een groene beplating, de lijnkleur van lijn 2. Omdat het station aanvankelijk als eindpunt fungeerde ligt ten westen van de perrons een keerspoor tussen de doorgaande sporen. Van de vier overloopwissels onder de Via Berna, waarmee op beide sporen kon worden binnengereden, zijn er twee verwijderd. Sinds de verlenging tot Bisceglie kunnen de metrostellen uit de stad alleen op het noordelijke spoor binnenrijden en via de resterende overloopwissels weer rechtsrijdend naar de stad terugkeren.  